# Třída Ohio
Třída Ohio je třída amerických balistických ponorek s jaderným pohonem z doby studené války. V letech 1976–1997 bylo postaveno celkem 18 ponorek této třídy. Existují dvě varianty třídy Ohio. Hlavní je balistická ponorka, označená SSBN, nesoucí 24 mezikontinentálních raket Trident II. Ta ve službě nahradila všechny předcházející třídy amerických raketonosných ponorek. Čtyři jednotky této třídy, označené SSGN, byly přestavěny na nosiče 154 střel s plochou dráhou letu Tomahawk. V roce 2024 všechny ponorky této třídy zůstávaly v aktivní službě, ale zároveň bylo na roky 2026–2028 naplánováno vyřazení všech čtyř jednotek upravených na nosiče střel Tomahawk.

## Stavba
Celkem bylo postaveno osmnáct jednotek této třídy. Všechny postavila americká loděnice General Dynamics Electric Boat. Stavba prototypu byla zahájena roku 1976. Do služby byly ponorky přijaty v letech 1981–1997.
Jednotky třídy Ohio:
| Jméno                                            | Založení kýlu | Spuštěna           | Vstup do služby    | Status                                                                         |
| ------------------------------------------------ | ------------- | ------------------ | ------------------ | ------------------------------------------------------------------------------ |
| USS Ohio (SSGN-726)                              | 1976          | 7. dubna 1979      | 11. listopadu 1981 | Upravena na nosič střel s plochou dráhou letu. Vyřazení plánováno na rok 2026. |
| USS Michigan (SSGN-727)                          | 1977          | 26. dubna 1980     | 11. září 1982      | Upravena na nosič střel s plochou dráhou letu. Vyřazení plánováno na rok 2028. |
| USS Florida (SSGN-728)                           | 1977          | 14. listopadu 1981 | 8. června 1983     | Upravena na nosič střel s plochou dráhou letu. Vyřazení plánováno na rok 2026. |
| USS Georgia (SSGN-729)                           | 1979          | 6. listopadu 1982  | 11. února 1984     | Upravena na nosič střel s plochou dráhou letu. Vyřazení plánováno na rok 2028. |
| USS Henry M. Jackson (SSBN-730, ex Rhode Island) | 1981          | 15. října 1983     | 6. října 1984      | aktivní                                                                        |
| USS Alabama (SSBN-731)                           | 1981          | 19. května 1984    | 20. května 1985    | aktivní                                                                        |
| USS Alaska (SSBN-732)                            | 1983          | 12. ledna 1985     | 25. ledna 1986     | aktivní                                                                        |
| USS Nevada (SSBN-733)                            | 1983          | 14. září 1985      | 16. srpna 1986     | aktivní                                                                        |
| USS Tennessee (SSBN-734)                         | 1986          | 13. prosince 1986  | 17. prosince 1988  | aktivní                                                                        |
| USS Pennsylvania (SSBN-735)                      | 1987          | 23. dubna 1988     | 9. září 1989       | aktivní                                                                        |
| USS West Virginia (SSBN-736)                     | 1987          | 14. října 1989     | 20. října 1990     | aktivní                                                                        |
| USS Kentucky (SSBN-737)                          | 1987          | 11. srpna 1990     | 13. července 1991  | aktivní                                                                        |
| USS Maryland (SSBN-738)                          | 1987          | 10. srpna 1991     | 13. června 1992    | aktivní                                                                        |
| USS Nebraska (SSBN-739)                          | 1987          | 15. srpna 1992     | 10. července 1993  | aktivní                                                                        |
| USS Rhode Island (SSBN-740)                      | 1990          | 17. července 1993  | 9. července 1994   | aktivní                                                                        |
| USS Maine (SSBN-741)                             | 1990          | 16. července 1994  | 29. července 1995  | aktivní                                                                        |
| USS Wyoming (SSBN-742)                           | 1991          | 15. července 1995  | 13. července 1996  | aktivní                                                                        |
| USS Louisiana (SSBN-743)                         | 1992          | 27. července 1996  | 6. září 1997       | aktivní                                                                        |

## Konstrukce

Schéma ponorky

Výzbroj představují čtyři 533mm torpédomety, z nichž mohou být vypouštěna torpéda Mk 48 ADCAP. Za velitelskou věží se nachází 24 sil pro mezikontinentální balistické rakety (dvě řady po 12). Prvních osm ponorek po dokončení neslo rakety Trident I, ostatní vylepšené rakety Trident II. V současnosti byly všechny upraveny pro nesení raket Trident II. Ty jsou třístupňové, poháněné tuhým palivem a mají dolet až 12 000 km. Každá raketa Trident II může nést až 12 nukleárních hlavic o síle 100 kt. Počet hlavic však byl politickým rozhodnutím omezen na pět, tedy na méně než polovinu nosnosti střel. Všech 24 balistických raket dokáže ponorka vypustit za méně než jednu minutu. Pohonný systém tvoří jaderný reaktor General Electric PWR S8G a dvě turbíny. Lodní šroub je jeden. Při plavbě pod hladinou dosahují rychlosti až 30 uzlů. Ponořit se mohou do hloubky až 300 metrů.

## Přestavba na nosiče střel Tomahawk

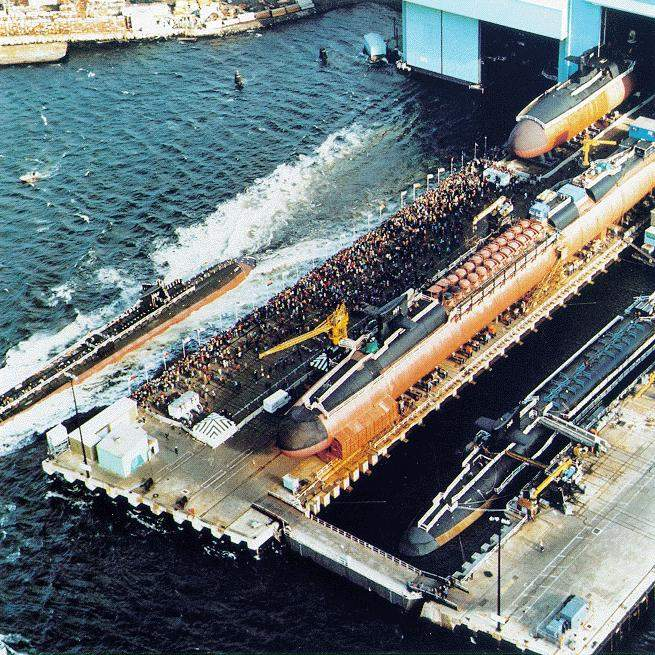
Rozestavěné ponorky USS Phoneix (SSN-702), USS Ohio (SSBN-726), USS Michigan (SSBN-727) a USS Florida (SSBN-728) v roce 1979

Smlouva o omezení jaderných zbraní START II stanovila maximální počet tohoto typu ponorek na čtrnáct kusů s platností k roku 2002. USA by muselo čtyři ponorky třídy Ohio vyřadit. Aby k tomu nedošlo, byly jednotky Ohio, Michigan, Florida a Georgia přestavěny na nosiče střel s plochou dráhou letu Tomahawk. Ty nesou konvenční hlavici. Celkem 154 střel je umístěno ve 22 silech po sedmi. Ponorky dále mohou přepravovat výsadek až 66 vojáků speciálních jednotek Navy SEALs (jedna četa). Právě poslední dvě volná sila jsou uzpůsobena k jejich nástupu do dvou miniponorek Advanced SEAL delivery system (ASDS) či k umístění modulů Dry Deck Shelter. Přestavba celé čtveřice probíhala v letech 2002–2008. Poslední byla roku 2007 dokončena přestavba ponorky Georgia.